# Ayumi hamasaki concert tour 2000 A 第1幕
『ayumi hamasaki concert tour 2000 A 第1幕』（アユミ・ハマサキ・コンサート・ツアー・2000・エー・だいいちまく）は、浜崎あゆみが2000年に開催したコンサートツアー、およびVHS・DVD作品。タイトルの「A」はロゴ表記。

## 概要
2000年に行われた、浜崎あゆみ初の全国ツアー。VHS・DVDとして発売された。伴奏はバックバンドを用いず、ハードディスク・レコーダーで流されている。因みに伴奏なしでのハードディスク・レコーダーで流されたライブは本作と、2017年9月に開催された全国ツアー『ayumi hamasaki Just the beginning 第2章 〜sacrifice〜・第3章』だけである。
VHSは、2000年9月13日に「ayumi hamasaki concert tour 2000 A 第2幕」（VHS）と同時発売。DVDは、2000年9月27日にアルバム『Duty』、シングル「SURREAL」、DVD「ayumi hamasaki concert tour 2000 A 第2幕」と同時発売された。
オリコンの2000年10月9日付DVDチャートで初登場1位を獲得し、「Duty」「SURREAL」と合わせて同時初登場1位の「3冠」を史上初めて達成した。以後、同記録を達成したのは、KAT-TUN、Kis-My-Ft2の3組のみである。
DVDには、マルチアングルでステージ裏のオフショット映像が収録されている。ワイドスクリーン(16:9)スクイーズ収録。音声は、ドルビーデジタルステレオのみ。

## ツアー日程・会場
| 1  | 4月 | 28日 | 千葉県   | 東京ベイNKホール            |        |
| 2  | 5月 | 2日  | 福岡県   | マリンメッセ福岡            |        |
| 3  | 5月 | 3日  | 福岡県   | マリンメッセ福岡            |        |
| 4  | 5月 | 5日  | 広島県   | 広島グリーンアリーナ        |        |
| 5  | 5月 | 6日  | 広島県   | 広島グリーンアリーナ        |        |
| 6  | 5月 | 10日 | 宮城県   | グランディ21 総合体育館     |        |
| 7  | 5月 | 11日 | 宮城県   | グランディ21 総合体育館     |        |
| 8  | 5月 | 13日 | 東京都   | 国立代々木競技場 第一体育館 |        |
| 9  | 5月 | 14日 | 東京都   | 国立代々木競技場 第一体育館 |        |
| 10 | 5月 | 20日 | 北海道   | 真駒内屋内競技場            |        |
| 11 | 5月 | 21日 | 北海道   | 真駒内屋内競技場            |        |
| 12 | 5月 | 24日 | 愛知県   | 名古屋レインボーホール      |        |
| 13 | 5月 | 25日 | 愛知県   | 名古屋レインボーホール      |        |
| 14 | 5月 | 30日 | 大阪府   | 大阪城ホール                |        |
| 15 | 5月 | 31日 | 大阪府   | 大阪城ホール                |        |
| 16 | 6月 | 2日  | 神奈川県 | 横浜アリーナ                |        |
| 17 | 6月 | 3日  | 神奈川県 | 横浜アリーナ                | 収録日 |

## 曲目
1. Opening
2. WHATEVER
3. Fly high
4. Trauma
5. And Then
6. monochrome
7. immature
8. Trust

SHOW TIME
1. Depend on you
2. TO BE
3. too late
4. Boys & Girls

encore
1. vogue
2. SEASONS
3. Far away
4. Who...